# Sphecodes sudai
Sphecodes sudai är en biart som beskrevs av Kazuhiko Tsuneki 1983. Sphecodes sudai ingår i släktet blodbin, och familjen vägbin. Inga underarter finns listade i Catalogue of Life.